# Узан, Аарон
Аарон Узан (ивр. אהרן אוזן‎, 1 ноября 1924, Мокнин, Тунис  — 23 января 2007, Гилат, Израиль) — государственный деятель Израиля. Депутат 6-го и 10-го созыва кнессета. Министр связи, сельского хозяйства, абсорбции, труда и благосостояния Израиля.

## Биография
Аарон Узан родился в Мокнине в Тунисе и окончил коллеж в городе Сусе. Ещё в годы жизни в Тунисе он присоединился к сионистской организации «Бейтар» и в 1949 году репатриировался в Израиль, где вступил в партию МАПАЙ. В том же году он стал одним из основателей мошава Гилат, в котором впоследствии жил до самой смерти.
С 1952 по 1959 год Узан занимал должности секретаря и бухгалтера мошава Гилат, а затем стал одним из создателей организации по закупкам населённых пунктов Негева, которую возглавлял до 1968 года. В эти же годы при его участии был создан кооператив «Вода Негева». Среди других структур, к созданию которых был причастен Узан, были Компания по развитию мошавов Негева и кооператив общественного транспорта «Мерхав». В 1965 году Узан был избран в кнессет 6-го созыва в составе списка блока «Маарах». В кнессете он входил в комиссии кнессета по внутренним делам и по экономике и с января 1966 по ноябрь 1969 года занимал пост заместителя министра сельского хозяйства.
По окончании срока в кнессете Узан был в 1970 году избран генеральным секретарём мошавного движения Израиля и занимал этот пост в течение трёх лет. После этого он был избран председателем Федерации восточных евреев Израиля (в 1973 или 1979 году).
В 1974 году Узан, не бывший в это время депутатом кнессета, был включён в состав 16-го правительства Израиля в качестве министра связи. После формирования в июне того же года 17-го правительства Израиля Узан получил в нём должность министра сельского хозяйства, а в марте 1975 года стал одновременно министром связи, заняв этот пост во второй раз.
В 1981 году Узан и Аарон Абухацира основали новую политическую партию ТАМИ — Движение за традиции Израиля (ивр. תנועה למסורת ישראל, תמ"י‎). На выборах в том же году Узан стал одним из трёх кандидатов, прошедших в кнессет 10-го созыва от этой партии. Он получил в правительственном кабинете пост заместителя министра абсорбции, а после того, как Абухацира ушёл из правительства, стал министром абсорбции и одновременно министром труда и благосостояния. В кнессете в это время он входил в финансовую комиссию и комиссию по труду и благосостоянию, а также в особую комиссию по закону о государственном страховании здоровья. На следующих выборах, однако, ТАМИ потерпела неудачу, и Узан завершил свою политическую карьеру. В дальнейшем он возглавлял строительную компанию «Афрофим».
Аарон Узан умер в январе 2007 года и был похоронен в мошаве Гилат. В 2016 году в его честь была названа улица в Ришон-ле-Ционе.